# Хийт Пиърс
Хийт Пиърс (на английски: Heath Pearce, роден на 13 август 1984 г.) е американски футболист, който към момента играе за немския тим от Първа Бундеслига Ханза Росток. Играе на поста защитник
След успешни игри на родна земя преминава в датския клуб Норшелан. Има 9 мача за националния отбор на САЩ. Официалния си дебют прави през 2005 г. в приятелски мач срещу Шотландия.
През 2007 г. подписва с Ханза Росток за две години. През 2006 г. печели наградата за най-добър защитник в датското първенство.